# 제3차 메세니아 전쟁
제3차 메세니아 전쟁(Third Messenian War, 기원전 464년 - 기원전 454년)은 스파르타의 노예 계층인 헤일로타이(대부분 메세니아 인)와 페리오이코이에 의한 반란이다.

## 개요
기원전 464년에 큰 지진이 라코니아를 덮쳐 스파르타는 2,000명 이상을 잃고, 많은 가옥이 붕괴되는 큰 손해를 입었다. 또한 때를 같이하여 아테네의 공격을 받은 타소스의 요청을 받아 스파르타는 타소스에 원군을 보내려고 하였다. 메세니아 인을 중심으로 한 헤일로타이와 페리오이코이 무리는 이 사건을 틈타 지배 계층인 스파르타로부터 봉기하여 이토미 산에서 농성을 했다. 공성전이 길어지면서 반군에 애를 먹었던 스파르타 인은 기원전 462년에 아테네에 원군을 요청했고 키몬이 이끄는 원군이 도착했다. 그러나 아테네 군도 이토메 산을 함락시키지 못했다. 투키디데스에 따르면 스파르타 인은 ‘아테네인의 대담함과 혁신적인 행동’과 그들의 배신이 두려워 겉으로는 이제 그들의 임무는 없다며 동맹군 중에서 자신만을 돌아오게 했다. 따라서 친스파르타 성향의 정치인이었던 키몬은 아테네에서의 정치적 위신이 크게 손상되었다.
헤로도토스에 따르면 이 전쟁 동안에 스테뉴크레로스에서 전투가 벌어졌다. 이 전투에서 메세니아 군은 아임네스토스(플라타이아이 전투에서 마르도니오스를 죽인 스파르타인)를 물리 쳤고 휘하의 300명을 전멸시켰다.

## 결과
포위된 상태에서 10년동안 농성했던 반란군은 펠로폰네소스반도에서 철수를 하는 조건으로 스파르타와 강화를 했다. 이 때, 아테나이 사람들은 키몬에 대한 스파르타의 굴욕적인 처사에 대한 보복으로 메세니아 인들을 영입해 나우파크토스에 이주를 시켜주었다. 이후 펠로폰네소스 전쟁에서 나우파크토스의 메세니아 인은 대 스파르타 전에서 큰 활약을 하게 된다.